# Гинево Большое (Поставский район)
Гинево Большое (белор. Вялiкае Гiнева) — деревня в Новосёлковском сельсовете Поставского района Витебской области Белоруссии. Население — 7 человек (2019).

## География
Деревня расположена в 14 км от города Поставы и в 4,5 км от центра сельсовета.

## История
В начале ХХ ст. — в Лучайской волости Вилейского уезда Виленской губернии.
В 1905 году — 45 жителей и 65 десятин земли.
В результате советско-польской войны 1919—1921 гг. деревня оказалась в составе Срединной Литвы.
С 1922 года — в составе Лучайской гмины Виленского воеводства Польши (II Речь Посполитая).
В 1923 году — 11 зданий, 45 жителей.
В сентябре 1939 года деревня была присоединена к БССР силами Белорусского фронта РККА.
С 15 января 1940 года — в Новосёлковском сельсовете Поставского района. Вилейской области БССР.
На 30.12.1951 год — 13 хозяйств.
С 16.07. 1954 год — в Юньковском сельсовете.
В 1963 году — 7 дворов, 17 жителей.
С 27 сентября 1991 года — в Лукашовском сельсовете.
С 24 августа 1992 года — в Новосёлковском сельсовете.
В 2001 году — 3 дворов, 5 жителей, в колхозе имени Суворова.